# Dragoševci
Dragoševci falu Horvátországban, a Károlyváros megyében. Közigazgatásilag Ozalyhoz tartozik.

## Fekvése
Károlyvárostól 30 km-re, községközpontjától 17 km-re északnyugatra a Zsumberki-hegység déli lejtőin, a szlovén határ mellett fekszik.

## Története
A falunak 1857-ben 125, 1910-ben 190 lakosa volt. A trianoni békeszerződésig Zágráb vármegye Jaskai járásához tartozott. 2011-ben 7 lakosa volt. A radatovići görögkatolikus plébániához tartozik.

## Lakosság
| Lakosság változása | Lakosság változása | Lakosság változása | Lakosság változása | Lakosság változása | Lakosság változása | Lakosság változása | Lakosság változása | Lakosság változása | Lakosság változása | Lakosság változása | Lakosság változása | Lakosság változása | Lakosság változása | Lakosság változása | Lakosság változása |
| ------------------ | ------------------ | ------------------ | ------------------ | ------------------ | ------------------ | ------------------ | ------------------ | ------------------ | ------------------ | ------------------ | ------------------ | ------------------ | ------------------ | ------------------ | ------------------ |
| 1857               | 1869               | 1880               | 1890               | 1900               | 1910               | 1921               | 1931               | 1948               | 1953               | 1961               | 1971               | 1981               | 1991               | 2001               | 2011               |
| 125                | 198                | 223                | 215                | 198                | 190                | 186                | 136                | 120                | 80                 | 55                 | 52                 | 23                 | 15                 | 12                 | 7                  |

## Nevezetességei
A Legszentebb Istenanya tiszteletére szentelt görögkatolikus temploma.